# Jarvis Kenrick
Jarvis Kenrick (Chichester, 13 november 1852 - Blatchington, 29 januari 1949) was een Engels voetballer. 
Kenrick was de eerste doelpuntenmaker ooit in de FA Cup. Op 11 november 1871 maakte hij voor Clapham Rovers de 1-0 in een duel tegen Upton Park FC. Clapham Rovers won het duel met 3-0, met twee doelpunten van Kenrick. Toen Kenrick naar Wanderers vertrok, won hij met deze club drie maal de FA Cup. In de laatste twee finales wist hij daarbij het net te vinden.

## Prijzen
- FA Cup (1876, 1877, 1878)